# الیگی
الیگی (به ایتالیایی: Alleghe) یک سکونتگاه مسکونی در ایتالیا است که در استان بلونو واقع شده‌است.

## خصوصیات
الیگی ۲۹ کیلومترمربع مساحت و ۱٬۴۰۸ نفر جمعیت دارد و ۱٬۰۰۰ متر بالاتر از سطح دریا واقع شده‌است.